# Czarnoziemy

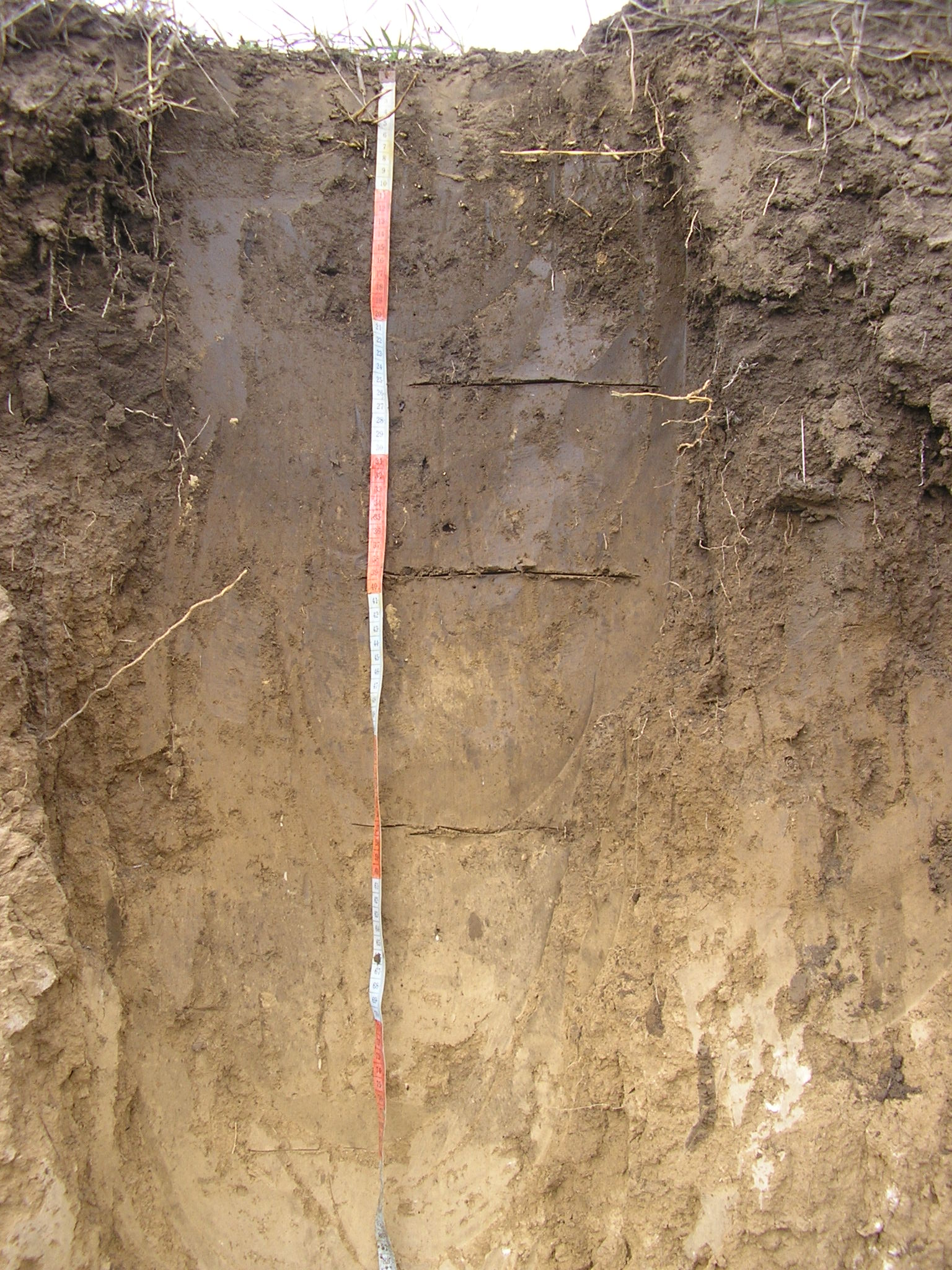
Płytki czarnoziem, Ukraina

Czarnoziemy – bardzo żyzne gleby o głębokim, czarnym poziomie próchnicznym, powstałe pod roślinnością stepową ze skał bogatych w węglan wapnia. Są one charakterystyczne dla strefy półsuchej klimatu umiarkowanego ciepłego.

## Charakterystyka

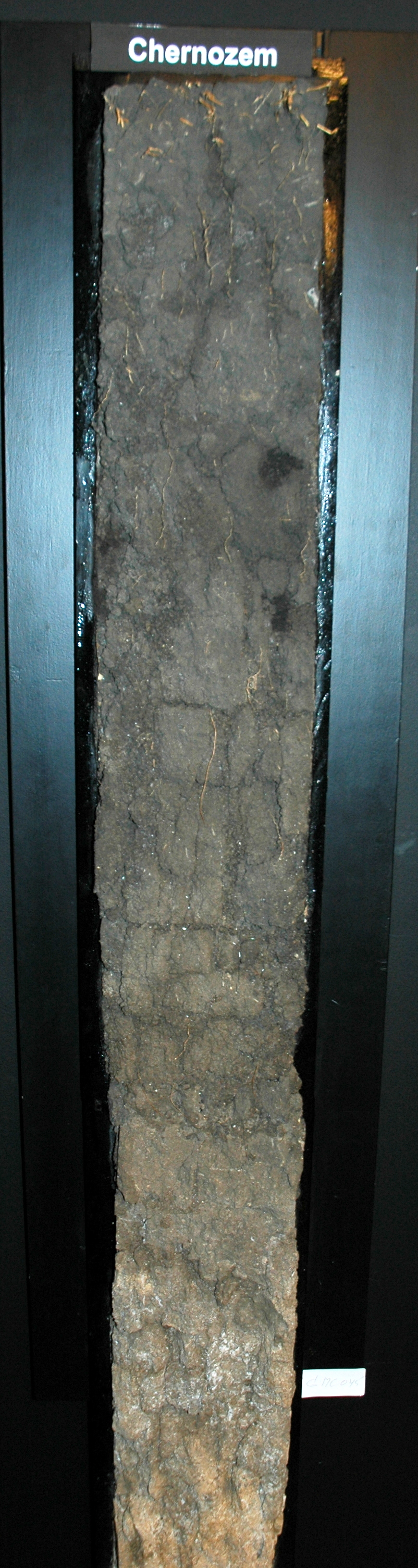
Monolit czarnoziemu

Czarnoziemy powstają najczęściej na lessach lub pyłach lessopodobnych, rzadziej na glinach, zawierających pierwotne lub wtórne węglany wapnia i magnezu.
Dominującym procesem glebotwórczym przyczyniającym się do powstania czarnoziemów jest proces darniowy (czarnoziemny). Polega on na dostarczaniu przez bujną roślinność trawiastą (głównie rozkładające się korzenie) znacznych ilości materii organicznej w górnej części profilu (zwykle kilkanaście ton suchej masy z ha), przy czym ilość dostarczanej corocznie świeżej materii organicznej przewyższa lub równoważy tę, która w tym czasie uległa mineralizacji (rozkładowi). W przemianach materii organicznej bardzo duży udział mają edafon i mikroorganizmy glebowe. Tak powstaje głęboki poziom próchniczny zawierający zarówno świeżą materie organiczną, jak i dobrze zhumifikowaną (z przewagą kwasów huminowych i humin), która tworzy trwałe kompleksowe połączenia z minerałami ilastymi. Duża ilość składników popielnych (Si, K, Ca, Mg, P, S...) z rozkładających się roślin oraz zasobna w węglany skała macierzysta powodują znaczne wysycenie kompleksu sorpcyjnego przez jony zasadotwórcze, przez co powstaje tzw. „słodka próchnica”, która sprzyja rozwojowi mikroorganizmów i roślin.
Profil typowego czarnoziemu składa się z głębokiego poziomu próchnicznego (od 40 cm do ponad 100 cm) pod którym znajduje się skała macierzysta. Pomiędzy nimi zazwyczaj występuje poziom przejściowy, mogą też rzadko występować poziom brunatnienia lub iluwialny. Pod poziomem próchnicznym często można zauważyć wytrącenia węglanu wapna w postaci pseudogrzybni, warstewek, „laleczek lessowych” itp. Typowa sekwencja poziomów glebowych: O-A-(AC)-Ck lub Ap-A2-(AC)-Ck
Poziom próchniczny przyjmuje formę klasycznego poziomu diagnostycznego mollic. Zazwyczaj ma kilka % próchnicy, w najlepszych przypadkach powyżej 10%. Jony zasadowe (głównie wapń oraz magnez) pobierane przez korzenie i przemieszczane do góry po obumarciu rośliny są uwalniane i włączane do kompleksu sorpcyjnego neutralizując kwasy próchnicowe. Przez to odczyn poziomu próchnicznego jest słabo kwaśny (w północnych i zachodnich zasięgach) do słabo zasadowego (w południowej granicy zasięgów). Przewaga kwasów huminowych i humin nadaje poziomowi intensywną, czarną barwę. Przewaga jonów dwuwartościowych, skład próchnicy oraz duża aktywność biologiczna gleby tworzą korzystną dla wzrostu roślin, trwałą strukturę gruzełkowatą.
Czarnoziemy naturalnie powstają przy udziale roślinności łąkowo-stepowej i leśno-stepowej. Oprócz dominującej hipotezy łąkowo-stepowej powstania tych gleb funkcjonuje również alternatywna hipoteza o pochodzeniu pobagiennym.
Z powodu bardzo dobrych właściwości rolniczych zdecydowana większość areału czarnoziemów została wzięta pod uprawę roślin. Na nich, jako jednych z bardziej wartościowych pod względem rolniczym glebach (w Polsce są to gleby najbardziej wartościowe), można uprawiać z powodzeniem wiele roślin uprawnych, a w szczególności pszenicę, buraki cukrowe i bawełnę. Jednak monokultury i niewłaściwe wykorzystanie tych gleb prowadzi do ich degradacji, erozji i w konsekwencji zmniejszenia urodzajności.

## Typy czarnoziemów

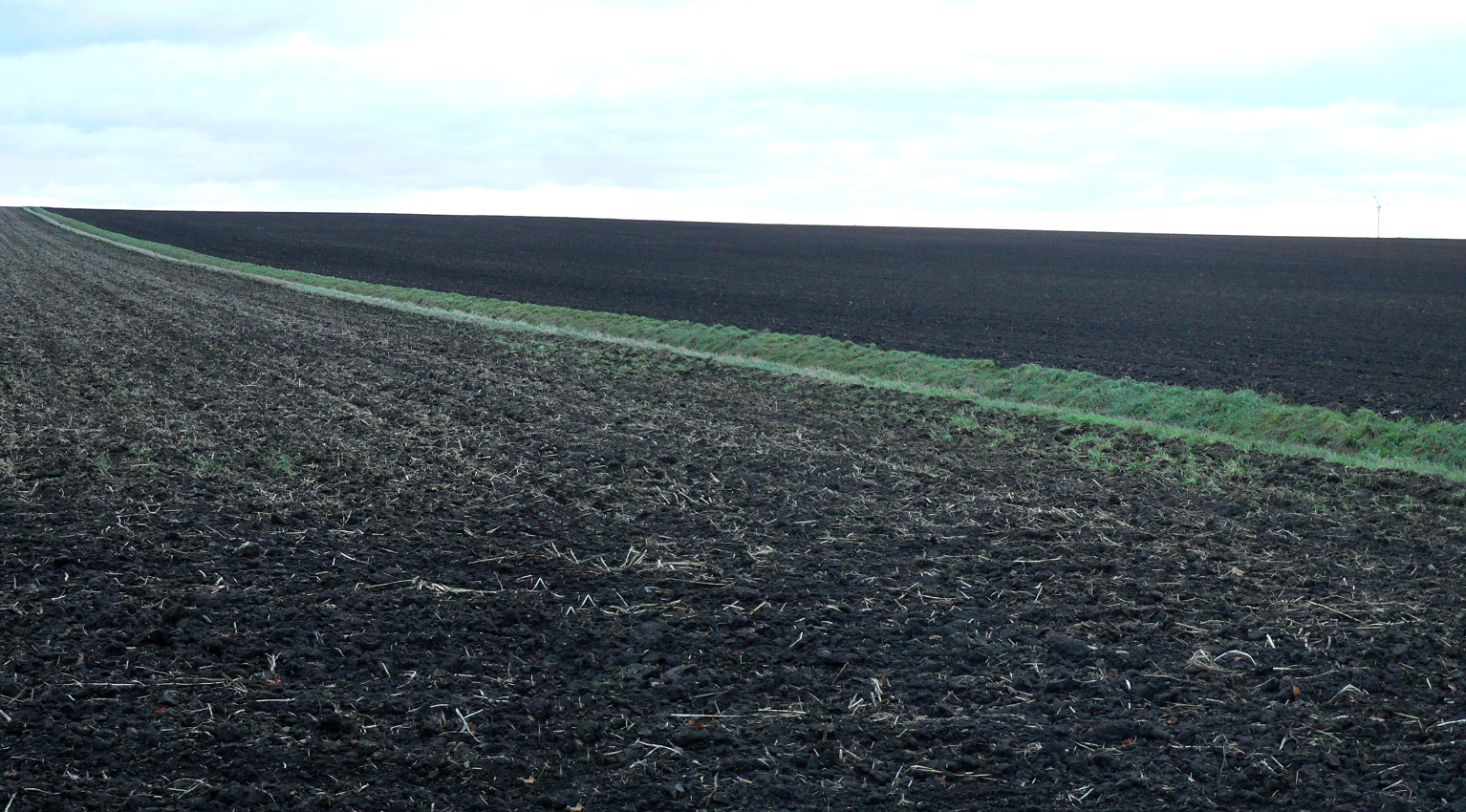
Zaorane czarnoziemy

Czarnoziemy eurazjatyckie tradycyjnie dzieli się na pięć typów:
- Czarnoziemy zbielicowane (właściwie z cechami lessiważu) – najbardziej północne, stadium przejściowe do szarych gleb leśnych, rozwijają się pod lasostepem. Poziom próchniczny miąższości 30-50 cm, zawierający ok. 3-7% próchnicy, słabo kwaśny, węglany głęboko wyługowane, występuje poziom iluwialny poniżej poziomu próchnicznego z jasną „posypką krzemionkową” w jego górnej części. W Polsce tradycyjnie nazywa się takie gleby czarnoziemami zdegradowanymi.
- Czarnoziemy wyługowane – również występują pod lasostepem na południe od czarnoziemów zbielicowanych, lecz mają od nich nieco więcej próchnicy i są nieco bardziej wysycone kationami zasadowymi. Proces płowienia słabiej się w nich zaznacza.
- Czarnoziemy typowe – najlepiej wyrażające cechy charakterystyczne czarnoziemów, występują pod stepem, poziom próchniczny o miąższości powyżej 100 cm ma powyżej 10% próchnicy, odczyn obojętny, strukturę gruzełkowatą i intensywnie czarną barwę. Węglan wapna występuje już na głębokości ok. 70-80 cm. Charakteryzują się bardzo dużą żyznością i urodzajnością.
- Czarnoziemy zwykłe – podobne do czarnoziemów typowych, lecz położone w obszarach bardziej suchych. Poziom próchniczny jest płytszy, mniej zasobny w próchnice i jaśniejszy. Węglany występują od głębokości 50-60 cm.
- Czarnoziemy południowe – najbardziej południowe, suche, stadium przejściowe do gleb kasztanowych. Poziom próchniczny miąższości 45-65 cm zawiera ok. 4-6% próchnicy i węglany sięgające nieraz powierzchni. Odczyn jest słabo zasadowy.

## Występowanie

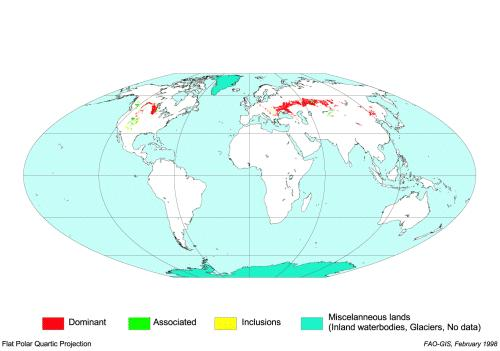
Występowanie czarnoziemów

Czarnoziemy są glebami strefowymi dla strefy przejściowej (półsuchej) kontynentalnego klimatu umiarkowanego ciepłego o rocznej sumie opadów między 300 a 500 mm. Występowanie czarnoziemów uwarunkowane jest morfologią terenu, rozprzestrzeniają się głównie na płaskich lub słabo pofałdowanych terasach nadzalewowych.
Na świecie występują one głównie na terenach Azji, Ukrainy, Węgier, Stanów Zjednoczonych, Argentyny i Australii. W Polsce czarnoziemy spotyka się tylko na nielicznych i niewielkich terenach – łącznie około 1% powierzchni, przede wszystkim na Wyżynie Lubelskiej i Kielecko-Sandomierskiej oraz na przedpolu Karpat i Sudetów (głównie w pięciu płatach: hrubieszowskim, proszowickim, prudnickim, przemyskim i sandomierskim).

## Systematyka
Nazwa czarnoziem (чернозём) pochodzi z języka rosyjskiego i została przyjęta przez różne regionalne i międzynarodowe systematyki gleb do nazwania generalnie takich samych gleb.
W systematyce gleb Polski (2011) czarnoziemy występują jako typ gleby i dzielą się na pięć podtypów:
- Rząd 7. Gleby czarnoziemne (C)
  - Typ 7.1. Czarnoziemy (CW)
    - Podtyp: Czarnoziemy typowe – z ciemnym poziomem próchnicznym mollic miąższości 30-60 cm i węglanami spotykanymi nie głębiej niż 200 cm. Typowy układ poziomów glebowych: O-A-(Bw)-Ck, Ap-A2-(Bw)-Ck lub Ap-AC-Ck
    - Podtyp: Czarnoziemy kumulacyjne – poziom próchniczny mollic ma powyżej 60 cm głębokości, mogą występować w nim widoczne podpoziomy związane z akumulacją (A1, A2). Typowy układ poziomów glebowych: Ap-A-AC-Ck
    - Podtyp: Czarnoziemy z poziomem cambic – pod poziomem próchnicznym mollic występuje rozwinięty poziom brunatnienia cambic. Typowy układ poziomów glebowych: Ap-Bw-Ck
    - Podtyp: Czarnoziemy z poziomem argic – pod poziomem próchnicznym mollic występuje rozwinięty poziom wmywania argic. Węglany są wyługowane poniżej poziomu argic. Typowy układ poziomów glebowych: Ap-Bt-Ck
    - Podtyp: Czarnoziemy opadowo-glejowe – przez pewną część roku zbyt wilgotne, cechy oglejenia występują nie głębiej niż 50 cm. Typowy układ poziomów glebowych: Ap-AC-Ck(g)-Ck, Ap-AB-Ck(g)-Ck lub A-Ck(g)-Ck

W systematyce gleb Polski (1989) oraz wcześniejszych czarnoziemy również miały rangę typu, lecz dzieliły się na dwa podtypy: Czarnoziemy niezdegradowane i czarnoziemy zdegradowane.
W amerykańskiej klasyfikacji USDA Soil Taxonomy czarnoziemy zalicza się do Mollisols, bardziej szczegółowo – Hapludolls. Mollisols są rzędem szerszym i oprócz czarnoziemów zalicza się tam też inne gleby.

## Chernozems
Wydzielona w międzynarodowej klasyfikacji gleb WRB (World Reference Base for Soil Resources) wielka grupa Chernozems obejmuje gleby blisko odpowiadające tradycyjnie rozumianym czarnoziemom.
Według klucza do wydzielania wielkich grup obejmuje ona gleby posiadające poziom diagnostyczny chernic, poziom calcic lub właściwości protocalcic nie głębiej niż 50 cm od spągu (dolnej granicy) poziomu próchnicznego, a także wysycenie kompleksu sorpcyjnego kationami zasadowymi (w 1M NH4OAc, pH 7) ≥50%, od powierzchni do poziomu zawierającego węglany.
Poziom chernic (od rosyjskiego chorniy) jest mineralnym poziomem powierzchniowym o miąższości >25 cm, wysokiej aktywności biologicznej, zawierającym przynajmniej 20% części ziemistych (<2 mm), ≥1% węgla organicznego, dobrze rozwiniętą strukturę, czarną lub bardzo ciemną barwę, a także wysokie nasycenie kompleksu sorpcyjnego kationami o charakterze zasadowym.